# Zaleski Hrabia
Zaleski Hrabia – polski herb hrabiowski, odmiana herbu szlacheckiego Dołęga, nadany w Galicji.

## Opis herbu

### Opis współczesny
Opis skonstruowany współcześnie brzmi następująco:
Na tarczy błękitnej krzyż kawalerski złoty, zaćwieczony na barku podkowy srebrnej, pomiędzy której ocelami takaż strzała o upierzeniu złotym grotem w dół.
Nad tarczą korona hrabiowska.
W klejnocie orle skrzydło srebrne, przeszyte strzałą jak w herbie w prawo.
Labry herbowe błękitne, podbite srebrem.

## Geneza
W zamian za liczne pełnione funkcje publiczne oraz zasługi dla państwa austro-węgierskiego, tytuł hrabiowski (graf von) został nadany ministrowi, Wacławowi Zaleskiemu. Cesarz Austrii wystawił odręczne pismo (reskrypt) z nadaniem tytułu 28 października 1913 roku. Jednakże Zaleski zmarł przed otrzymaniem dyplomu, w związku z czym dyplom potwierdzający nadanie tytułów został oficjalnie wydany dopiero 28 lutego 1914 roku, a następnie wręczony wdowie po Wacławie, Helenie z Mycielskich Zaleskiej i jej dzieciom; Aleksandrowi, Romanowi, Marii, Elżbiecie i Teresie.

## Herbowni

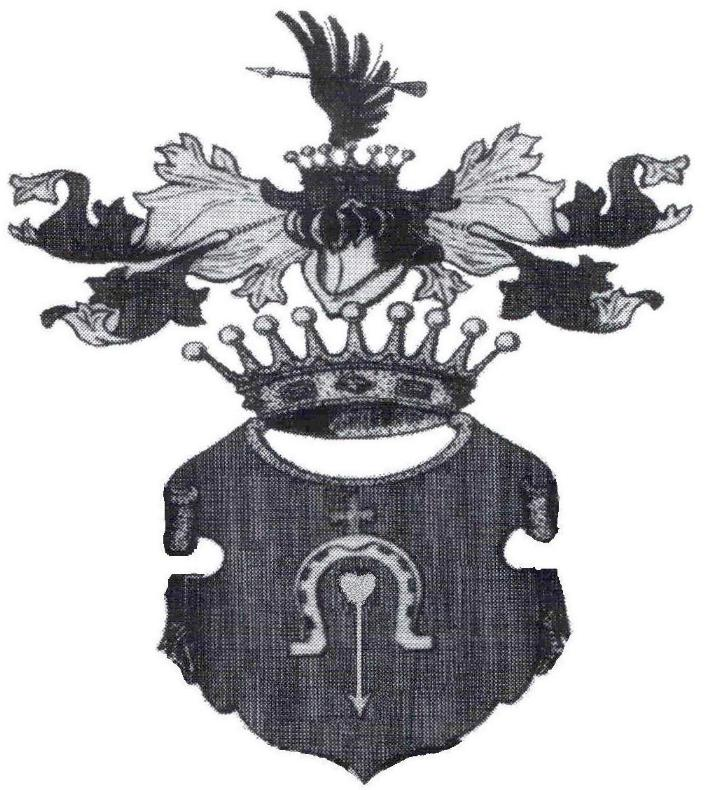
Herb Zaleski Hrabia, ilustracja z 1913 roku.

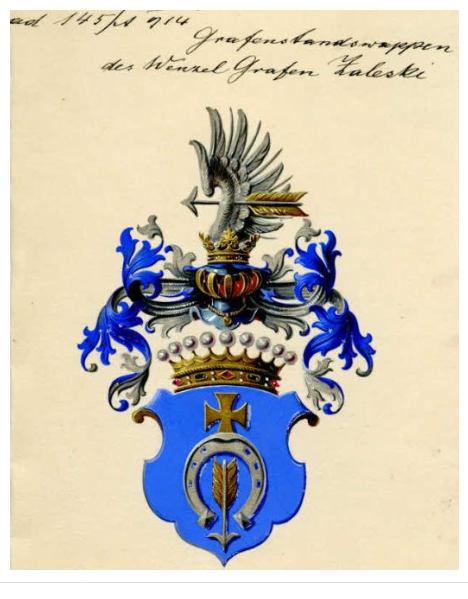
Herb Wacława Zaleskiego z dyplomu hrabiowskiego

Herb ten był herbem własnym, toteż do jego używania uprawniony jest tylko jeden ród herbownych:
Graf von Zaleski.

### Znani herbowni

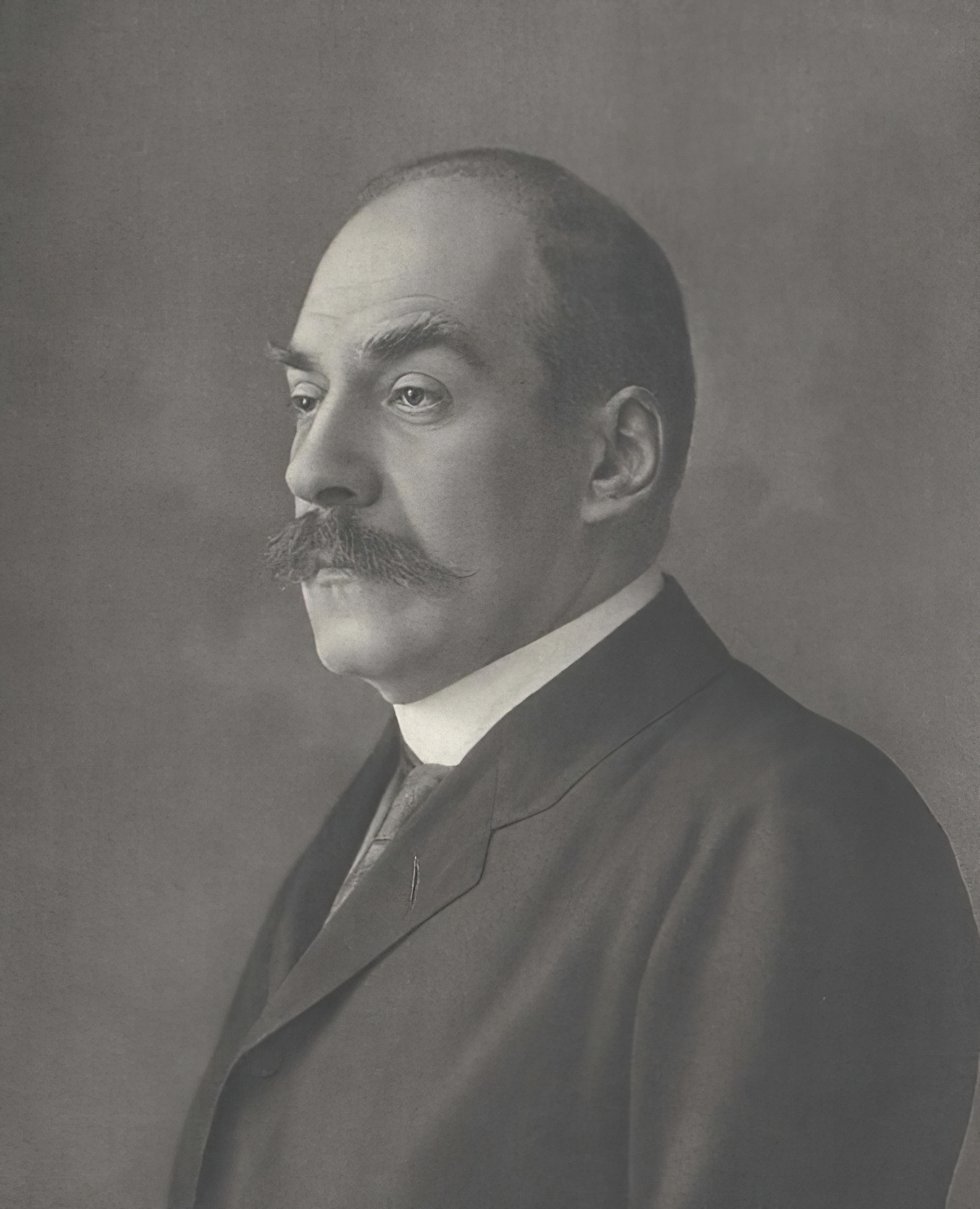
Wacław Zaleski
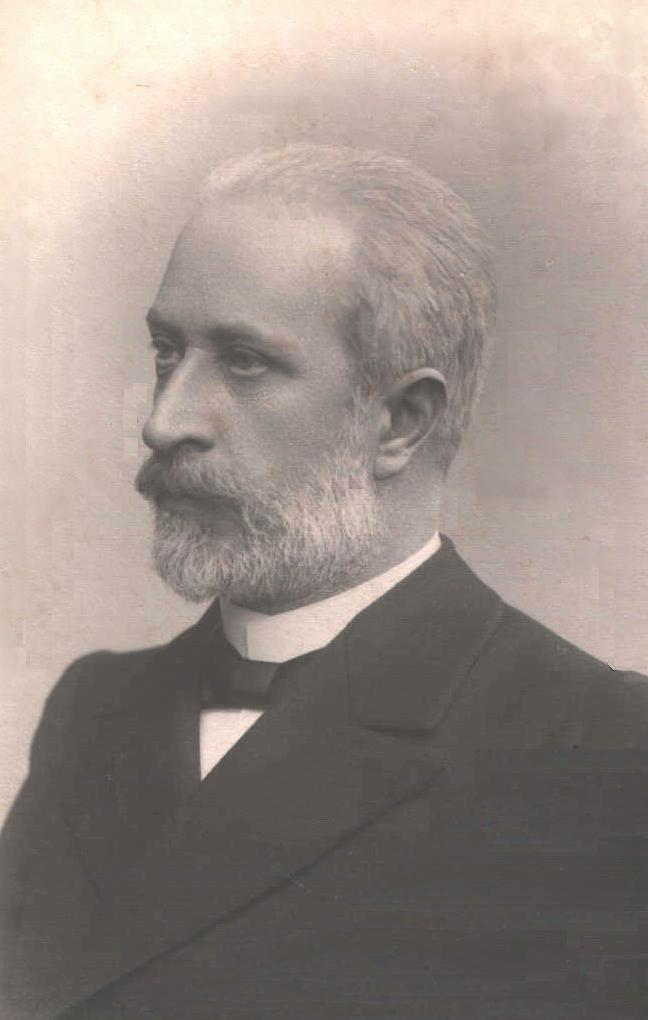
Filip Zaleski, ojciec Wacława Zaleskiego.
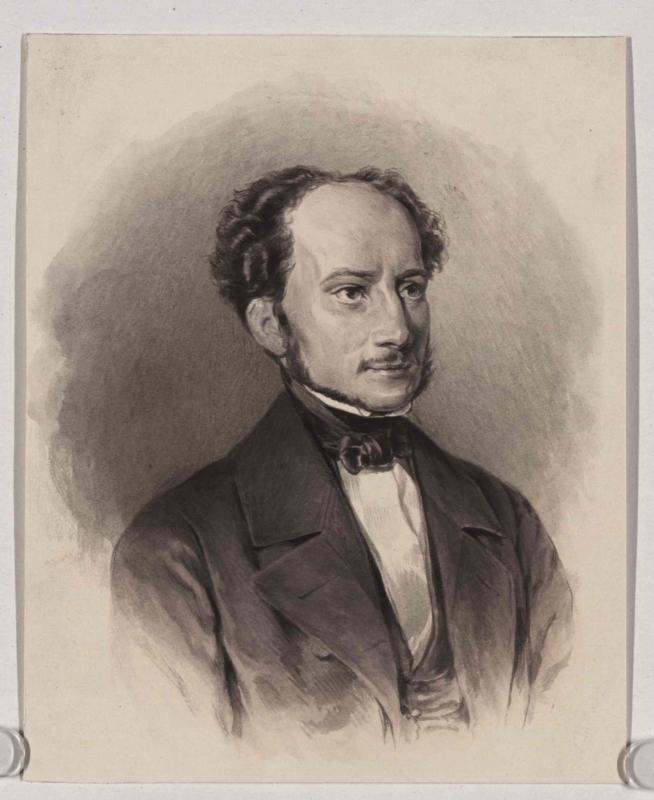
Wacław Michał Zaleski, ojciec Filipa Zaleskiego.

- Aleksander Zaleski

- Wacław Zaleski
- Filip Zaleski, ojciec Wacława Zaleskiego.
- Wacław Michał Zaleski, ojciec Filipa Zaleskiego.